# Winrich Mothes

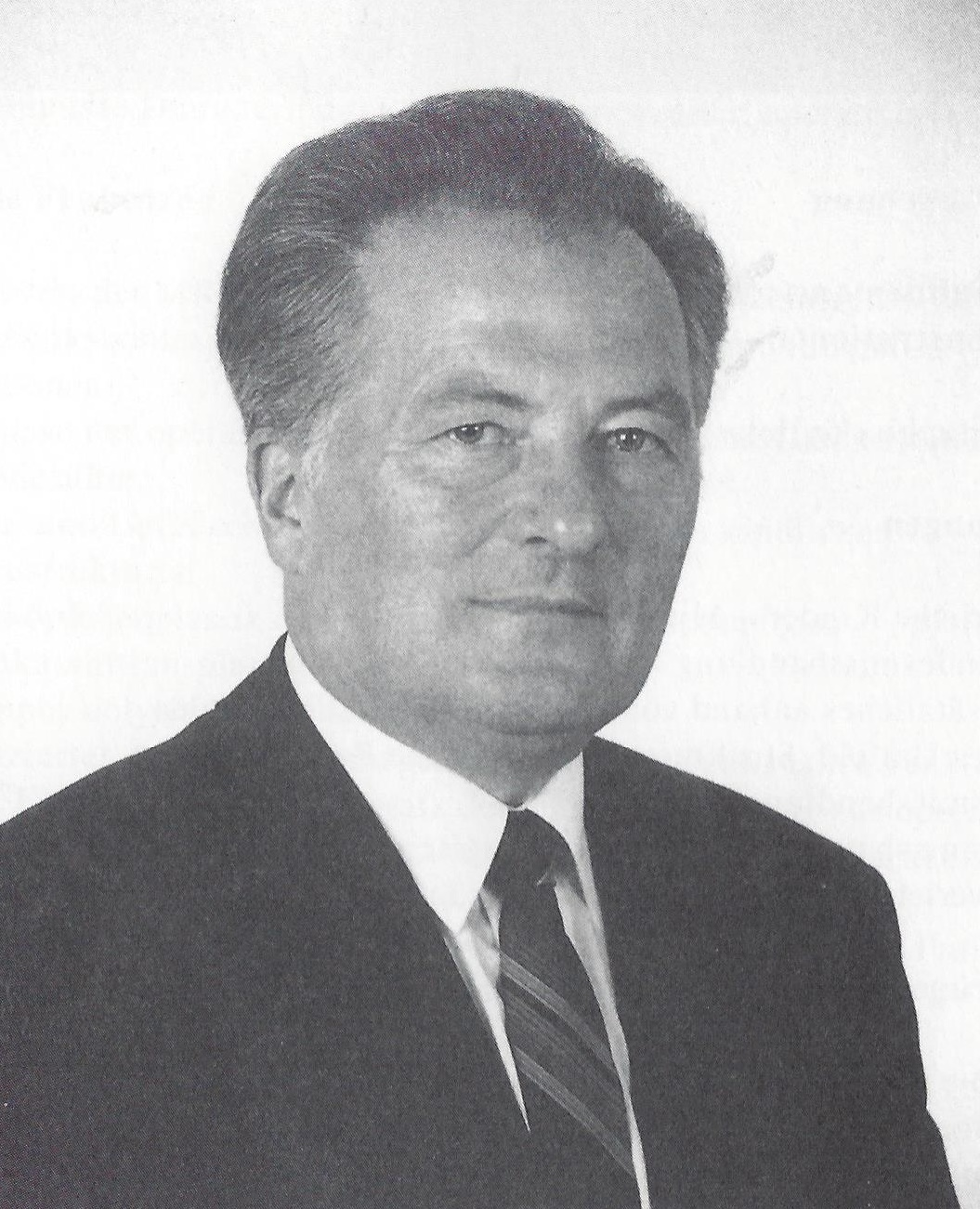
Winrich Mothes

Winrich Mothes (* 6. Oktober 1935 in Königsberg i. Pr.) ist ein deutscher Kinderchirurg. Er war Gründungsmitglied und langjähriger Vizepräsident der Ärztekammer Mecklenburg-Vorpommern.

## Leben
Winrich Mothes wurde als Sohn des Professors für Botanik an der Albertus-Universität Königsberg (und späteren Präsidenten der Leopoldina) Kurt Mothes und dessen Ehefrau Hilda (promovierte Pädagogin) geboren. Er besuchte die Schule in seiner Heimatstadt, bis die Mutter mit den vier Kindern nach Zerstörung ihrer Wohnung durch die Luftangriffe auf Königsberg zu Verwandten nach Plau (Mecklenburg) übersiedelte. Der Vater blieb „als letzter Apotheker“ in Königsberg und ging Anfang April 1945 in sowjetische Kriegsgefangenschaft. 
Das Abitur legte Winrich Mothes 1953 am GutsMuths-Gymnasium in Quedlinburg ab. Er studierte dann Humanmedizin an der Friedrich-Schiller-Universität Jena. Nach dem Physikum wurde er aus politischen Gründen relegiert. Die Universität Leipzig ermöglichte ihm die Fortsetzung des Studiums. Staatsexamen und Promotion A erfolgten 1959. Das Pflichtassistentenjahr durchlief er 1959/60 am Universitätsklinikum Halle (Saale) und in der Poliklinik Süd (Halle). Anschließend war Mothes für 6 Monate Volontär bei dem Anästhesisten Robert Reynolds Macintosh in Oxford. Am Bezirkskrankenhaus in Stralsund durchlief er bei Otto Scholz die chirurgische Ausbildung. Das Facharztkolloquium war 1965 in Rostock. Von Oktober 1965 bis November 1966 war er zur kinderchirurgischen Weiterbildung bei Waldemar Ch. Hecker im Universitätsklinikum Heidelberg. Mit Zuständigkeit für die Kinderchirurgie wurde er 1967 Oberarzt an der Klinik für Chirurgie in Stralsund. 1969 bestand er vor der Zentralen Facharztkommission in Erfurt das Facharztexamen für Kinderchirurgie. 
Im März 1974 wechselte er an das Bezirkskrankenhaus Schwerin. Nach dem Beschluss vom
Ministerrat der Deutschen Demokratischen Republik sollte er dort und an allen anderen Bezirkskrankenhäusern der DDR-Bezirke kinderchirurgische Abteilungen aufbauen. Die Schweriner Kinderchirurgie wurde 1983 zu einem Chefarztbereich. Als sie 1988 die uneingeschränkte Selbständigkeit gewann, wurde Mothes aus der Erwachsenenchirurgie entpflichtet. Nach der Deutschen Wiedervereinigung wurde Mothes 1995 als Stellvertreter des Ärztlichen Direktors des Medizinischen Zentrums Schwerin berufen. Im Februar 1996 wurde er Leiter des Zentrums für Kinder- und Jugendmedizin (Kinderchirurgie und Pädiatrie) am Medizinischen Zentrum Schwerin.
Die Universität Rostock erteilte ihm 1999 einen Lehrauftrag. Im Jahre 2000 trat er in den Ruhestand. Bei der Wiederwahl zum Vizepräsidenten der Ärztekammer (2003) würdigte Rüdiger Döhler ihn als „Mann des aufrechten Ganges“. Mothes saß jahrelang in der Synode der Vorpommerschen Landeskirche.
Aus der Ehe mit seiner Frau Helga gingen drei Kinder hervor. Der Sohn Jörn Mothes war zehn Jahre lang (bis 2008) der Landesbeauftragte Mecklenburg-Vorpommern für die Unterlagen des Staatssicherheitsdienstes der DDR.

## Ehrenämter

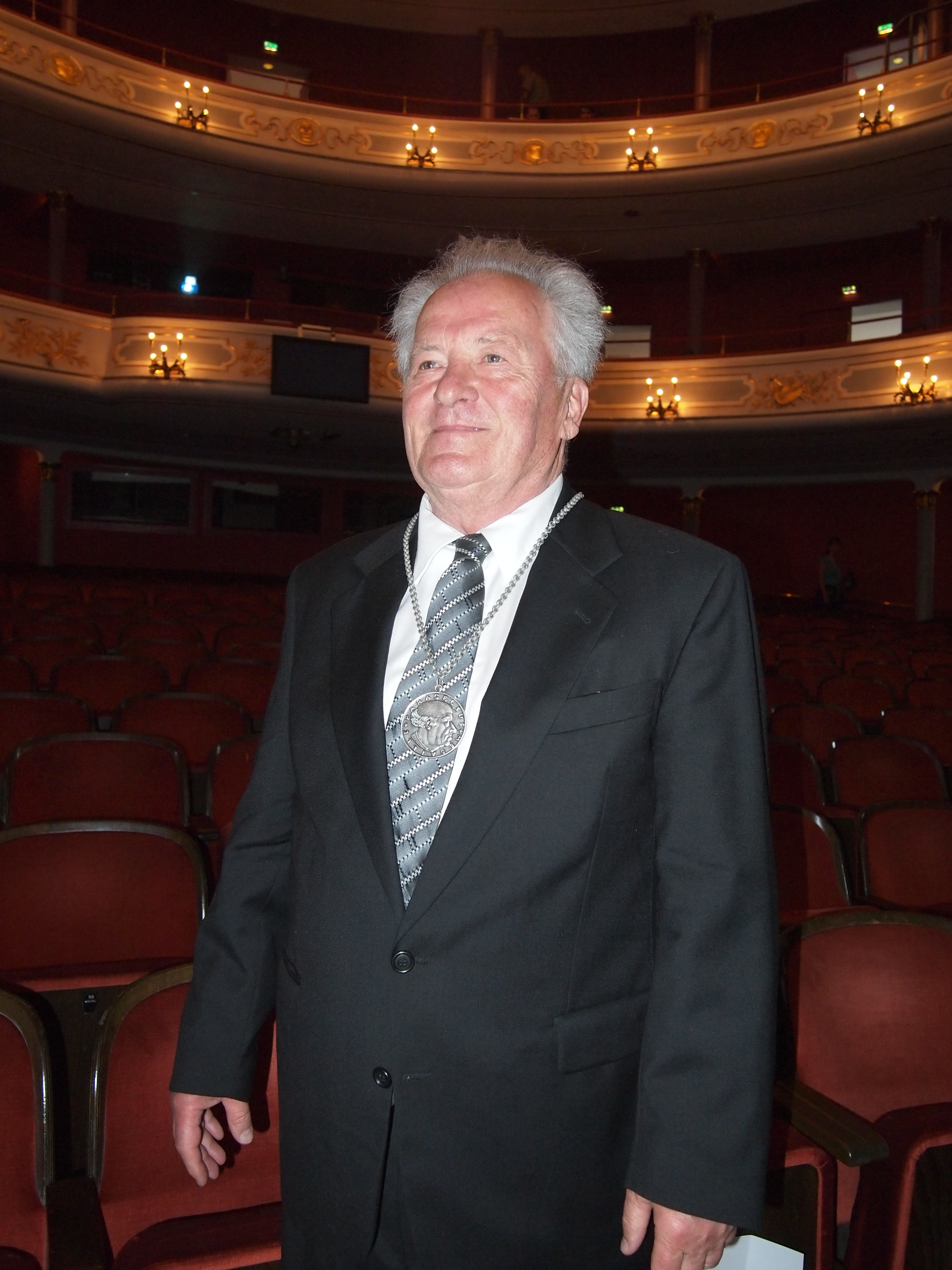
Verleihung der Paracelsus-Medaille an Dr. med. Winrich Mothes - DÄT 2012 in Nürnberg

- Gründungsmitglied und Vizepräsident (1990–2011) der Ärztekammer Mecklenburg-Vorpommern
- Vorsitzender der 155. Tagung der Vereinigung Nordwestdeutscher Chirurgen (1995)
- Erster gesamtdeutscher Präsident der Deutschen Gesellschaft für Kinderchirurgie (1996/97)
- Mitglied des Ausschusses Berufsordnung der Bundesärztekammer

## Ehrungen
- Tiburtius-Preis des Medizinischen Zentrums Stralsund (1972, 1973)
- Preis der Wissenschaftlichen Gesellschaft für Chirurgie an den Universitäten Greifswald und Rostock (1973)
- Medaille für treue Dienste im Gesundheits- und Sozialwesen in Gold (1989)
- Bundesverdienstkreuz am Bande (2003)
- Paracelsus-Medaille der Deutschen Ärzteschaft, verliehen auf dem 115. Deutschen Ärztetag in Nürnberg im Mai 2012[2]